# Valprionde
Valprionde foi uma antiga comuna francesa na região administrativa de Occitânia, no departamento de Lot. Estendia-se por uma área de 15,92 km². Em 2010 a comuna tinha 129 habitantes (densidade: 8,1 hab./km²).
Em 1 de janeiro de 2016, ela foi incorporada ao território da nova comuna de Montcuq-en-Quercy-Blanc.